# Barskoje-Syriszczewo
Barskoje-Syriszczewo (ros. Барское-Сырищево) – wieś w Rosji, w rejonie grazowieckim obwódu wołogodzkiego. W 2002 liczyła 6 mieszkańców, z kolei w 2010 populacja miejscowości wynosiła 1 osobę.